# Ola Rapace
Ola Rapace (Aussprache [ˌuːla ɹaˈpasː], * 3. Dezember 1971 in Stockholm; eigentlich Pär Ola Norell) ist ein schwedischer Schauspieler.

## Leben und Wirken
Rapace machte sich in Schweden durch die dort populäre Fernsehserie Tusenbröder einen Namen. Einem breiten europäischen Fernsehpublikum bekannt ist er durch die Rolle des Polizisten Stefan Lindman in der dreizehnteiligen ersten Staffel der internationalen Co-Produktion Mankells Wallander (2005/2006).
Daneben gilt Rapaces Interpretation des robusten, aber einfühlsamen Lasse in Lukas Moodyssons Komödie Zusammen! (2000) als eine große darstellerische Leistung. Der Film gewann mehrere Preise bei internationalen Filmfestivals.
Rapace macht zusammen mit Sunil Munshi als Rock-Band-Duo Sissy Prozac Musik.
Er war zwischen 2001 und 2011 mit der Schauspielerin Noomi Rapace verheiratet. Sie haben einen gemeinsamen Sohn.

## Filmografie (Auswahl)
- 2000: Zusammen! (Tillsammans!)
- 2004: Rancid – Treibjagd durch die Nacht (Rancid)
- 2005–2006: Mankells Wallander
- 2007–2008: Anna Pihl – Auf Streife in Kopenhagen (Anna Pihl)
- 2008: Der Kommissar und das Meer:  An einem einsamen Ort
- 2010: Bessere Zeiten (Svinalängorna)
- 2011: Anno 1790
- 2012: James Bond 007: Skyfall (Skyfall)
- 2016: Rechenschaft (Carole Matthieu)
- 2016: Arès – Der letzte seiner Art (Arès)
- 2017: Valerian – Die Stadt der tausend Planeten (Valerian and the City of a Thousand Planets)
- 2018: The Last Kingdom (Fernsehserie)